# Kostinbrod
Kostinbrod (en búlgar: Костинброд) és una ciutat de la província de Sofia, a Bulgària. Es troba a una altitud de 532 msnm i a 14 km de la capital, Sofia. Dos rius el travessen: en la part nord, el riu Blato i en la part sud, el riu Belitsa, afluents del riu Iskar.
D'acord amb el cens de 2022, la població de la ciutat era de 12.325 habitants.
El pas de Kostinbrod és un pas de gel a 1.100 msnm entre Doryan Heights i Flowers Hills a la serralada sentinental de les muntanyes Ellsworth, a l'Antàrtida. Aquest pas s'anomena Kostinbrod en honor a la ciutat.

## Història
Segons la llegenda, la ciutat de Kostinbrod va ser fundada per un home que es deia Kosta, que molt temps enrere es va assentar a prop del gual (брод, brod) del riu Belitsa. Allà va construir un pub a la vora de la carretera, i el lloc es va convertir en el preferit de molts comerciants. La gent va començar a dir-li Kostinbrod i gradualment es va anar establint el poble.

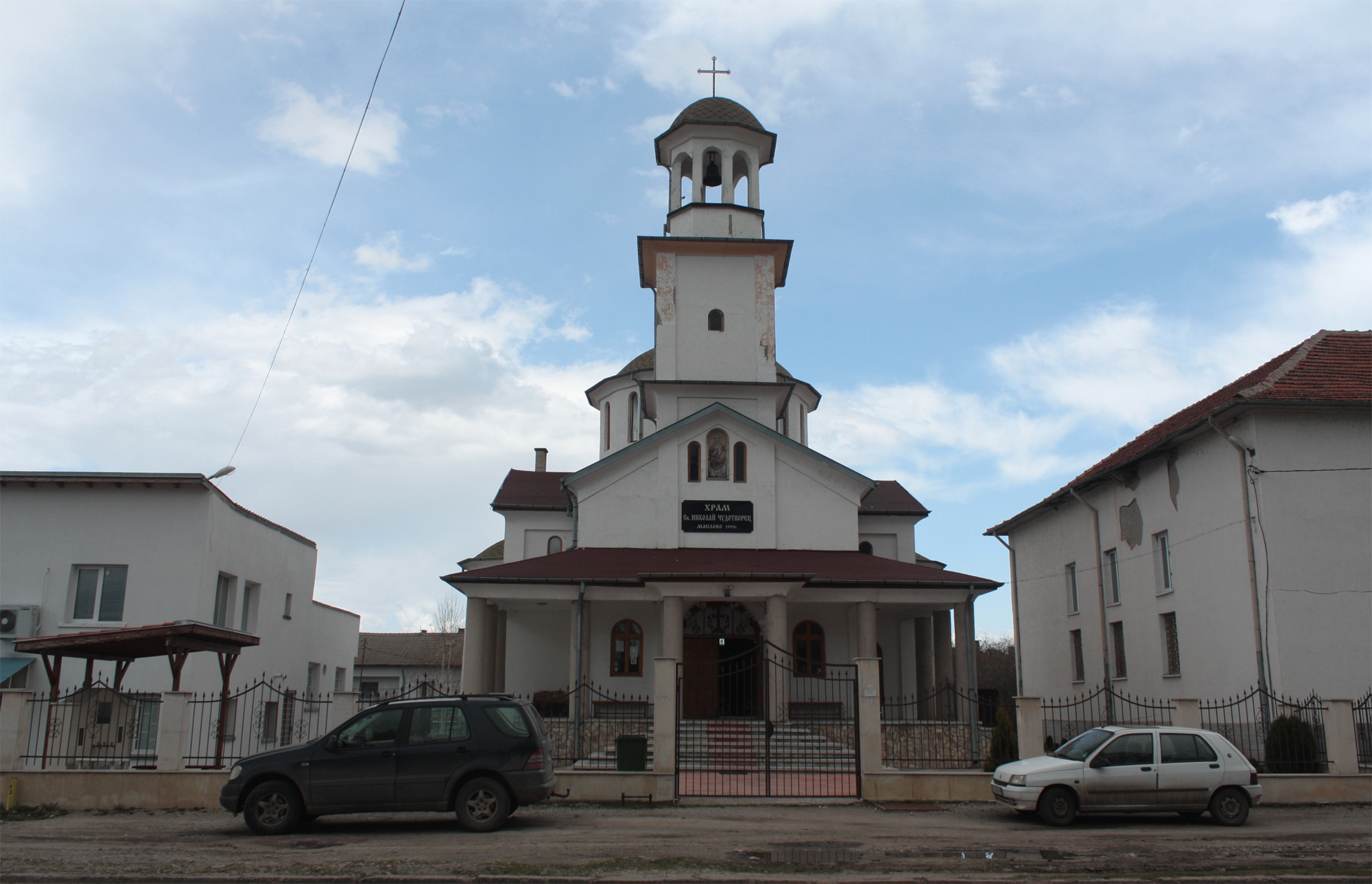
Església de St. Nikolay, en el barri de Maslovo

Històricament, es pot trobar una referència a la localitat (com Георги Ъ БРОДЪ) a una carta real medieval del Tsar Ivan Alexandre de Bulgària de l'1 de desembre de 1348, on esmenten el poble de Kostinbrod com els límits de les propietats que van ser entregades al monestir de Orekhov "St. Nikola".
A Kostinbrod hi havia la residència romana Skretiska de Constantí I el Gran, la qual va ser la seva residència preferida durant les visites a Serdica (ara Sofia).
La via romana Via Militaris (també coneguda com a Via Diagonalis) passava pel sud de Kostinbrod. El camí anava de Constantinoble a Nis a través de Serdica.
Més tard, aquí es va construir la fortalesa romana d'Orient de Kratiskara.

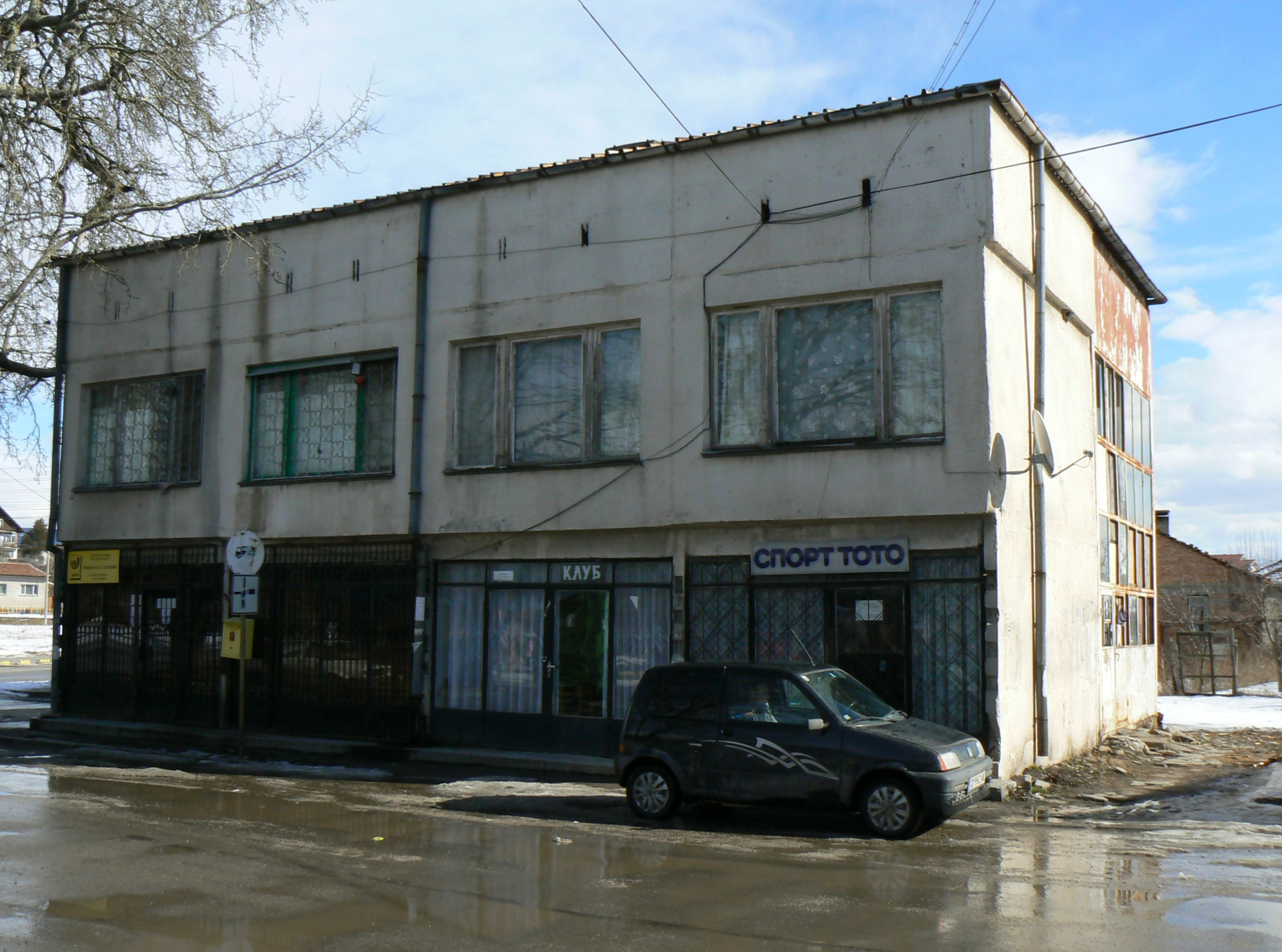
Oficina de correus de Kostinbrod

El 1920 vivien a Kostinbrod 237 families o 1188 persones. El 1924, es va obrir una oficina de correus i un telèfon en el poble. Quan obre la fàbrica de sabons Chilov proporciona feina a molta gent del poble i voltants. El 1940, la població ja era de 4000 habitants.
Durant els anys de socialisme, es volia convertir Kostinbrod en una gran ciutat, per això el poble es va unir amb els pobles veins de Shiyakovtsi i Maslovo, els quals avui són districtes de la ciutat.
Al llarg dels anys, Kostinbrod ha estat coneguda com la ciutat amb idees utòpiques del Partit Comunista Búlgar pels seus èxits en la cria d'aus i animals. Anteriorment, aquí es trobava l'institut més gran de baies de la península dels Balcans.
El 1959, es va construir a la ciutat una de les estacions de ràdio d'ona curta més potent de la seva època, que encara avui transmet programes de la ràdio nacional búlgara a l'estranger.
El 1974 es va anunciar que Kostinbrod es convertia en el centre administratiu de 14 assentaments, els quals els més grans són: Petarch i Dragovishtitsa.
Sota el patrocini de Tòdor Jíkvov, es va establir un dels instituts d'investigació més grans del seu temps, l'institut per a la indústria de cereals i pinso. En la dècade de 1990, molts altres instituts d'investigació van deixar de funcionar.

## Llocs d'interès

### Església de St. Sant Ciril i Metodi
La primera pedra va ser col·locada el 1905 i l'església va ser inaugurada el 24 de maig de 1907. A la paret sud de l'església es troba una placa commemorativa a tots els habitants de Kostinbrod que van morir a la Guerra dels Balcans.
La placa va ser instal·lada per iniciativa del professor d'història Nikolay Borisov, amb la iniciativa del comitè "Memoria de Kostinbrod".

### Monestir Shiyakovsky Sant Arcàngel Miquel
El monestir es va construir a mitjans del segle xix. Durant els anys de lluita contra l'esclavitud turca, el monestir es va convertir en el refugi de l'apòstol de la llibertat.
El 1871, Vasil Levski va arribar al monestir, per iniciativa del seu abat, Gennady Ikhtimanski. Aquí, ell i altres persones van fundar el comitè revolucionari secret de Kostinbrod.

### Teatre Съвремие (Contemporaneïtat)
És un teatre afiliat al centre comunitari Ivan Vazov a Kostinbrod. Va ser creat el 1996 i en un principi s'anomenava teatre comunitari. El 2000, el llavors cap de la companyia Hristo Popov, va proposar el nou nom pel teatre, el qual va ser acceptat pel consell.
La companyia de teatre ha guanyat 18 premis. El 2009, després de la mort de l'actor més popular i premiat de la companyia, aquesta va adoptar el seu nom.

### Església St. Vmchk. Mina
Església ortodoxa construïda a la ciutat de Kostinbrod. Durant el 2013-2015 es va restaurar.

## Clima
A Kostinbrod l'estiu és caloros i l'hivern molt fred i nevat. Durant l'any la temperatura varia entre els -5 °C i els 28 °C.
La temporada de calor dura tres mesos i mig, del 6 de juny al 16 de setembre, amb una temperatura màxima mitjana de 23 °C. El mes més calorós és juliol amb una temperatura màxima mitjana de 27 °C.
La temporada freda dura tres mesos i mig, del 24 de novembre al 3 de març, amb una temperatura màxima mitjana inferior a 8 °C. El mes més fred de l'any és gener, amb una temperatura mínima mitjana de -5 °C.

## Economia
La ciutat és coneguda per les seves aigües minerals. Durant el període comunista l'economia es va basar en gran manera en l'avicultura i la ramaderia.
En temps democràtics, i gràcies a la seva posició favorable i la política de zonificació liberal, diverses fàbriques van instal·lar-se a la ciutat. La més important d'elles va arribar el 1996, quan Coca-Cola (Coca-Cola HBC Bulgaria) va construir la seva planta de 120.000 m², la més gran de Bulgària.
La taxa d'atur és inferior a la mitjana nacional, gràcies a les diverses empreses de la zona industrial i la proximitat amb la capital.
En el municipi hi ha 17 petites i mitjanes empreses, les quals treballen en el camp de la indústria alimentària.

## Transport
Per la ciutat de Kostinbrod passa la carretera nacional II-82, la qual la connecta amb les ciutats de Sofia, Montana i Lom.
Kostinbrod consta d'una estació de tren de l'empresa BDZ (Balgarski darzhavni Zheleznitsi), el qual fa el següent recorregut: Dragoman - Dragoman Sp. - Aldomirovci - Slivnica Sp. - Slivnica - Petarch - Kostinbrod - Kostinbrod Sp. - Volujak - Obelja - Vrabnica - Nadezhda - Sofia.

## Esport
Kostinbrod és conegut per tenir un dels primers equips de rugby de Bulgària. El primer club esportiu a la ciutat es va establir el 1924.
Des de 2012 Kostinbrod té un equip de futbol anomenat OFK Kostinbrod, el qual la temporada 2022/23 va participar en la lliga amateur de futbol del sud-oest. El club juga a l'estadi Benkovski, construir a la décade de 1960. El club és el successor del Khimik, fundat el 1977 i dissolt el 2011.
Pavel Pavlov és considerat l'atleta més famós que ha nascut a Kostinbrod. Va guanyar la medalla de bronze en lluita lliure en les olimpíades de Moscou de 1980. El seu entrenador va ser Nikola Bozhkov, també resident de la ciutat.
Durant molts anys i gràcies a l'entusiasme de la professora d'educació física Viktoria Slavkova, la gimnàstica acrobàtica es va desenvolupar amb molt d'èxit, donant a la ciutat atletes com Emil Krastanov Mladenov.

## Personatges il·lustres
- Emil Krastanov Mladenov (Емил Младенов): Competidor en gimnàstica acrobàtica i medallista en l'àmbit nacional.
- Pavel Strahilov Pavlov (Павел Павлов): Especialista en lluita grecoromana. Medallista de bronze a les olimpíades de Moscou el 1980.[12]
- Iván Ruslánov (Иван Русланов): Escriptor i periodista, presentador dels programes "Night Horizon" i "Monday Evening" a la BNR.
- Yordan Tsvetanov (Йордан Цветанов): Primer viceministre d'enginyeria i energia i viceministre de comerç exterior.